# Nino Tamassia

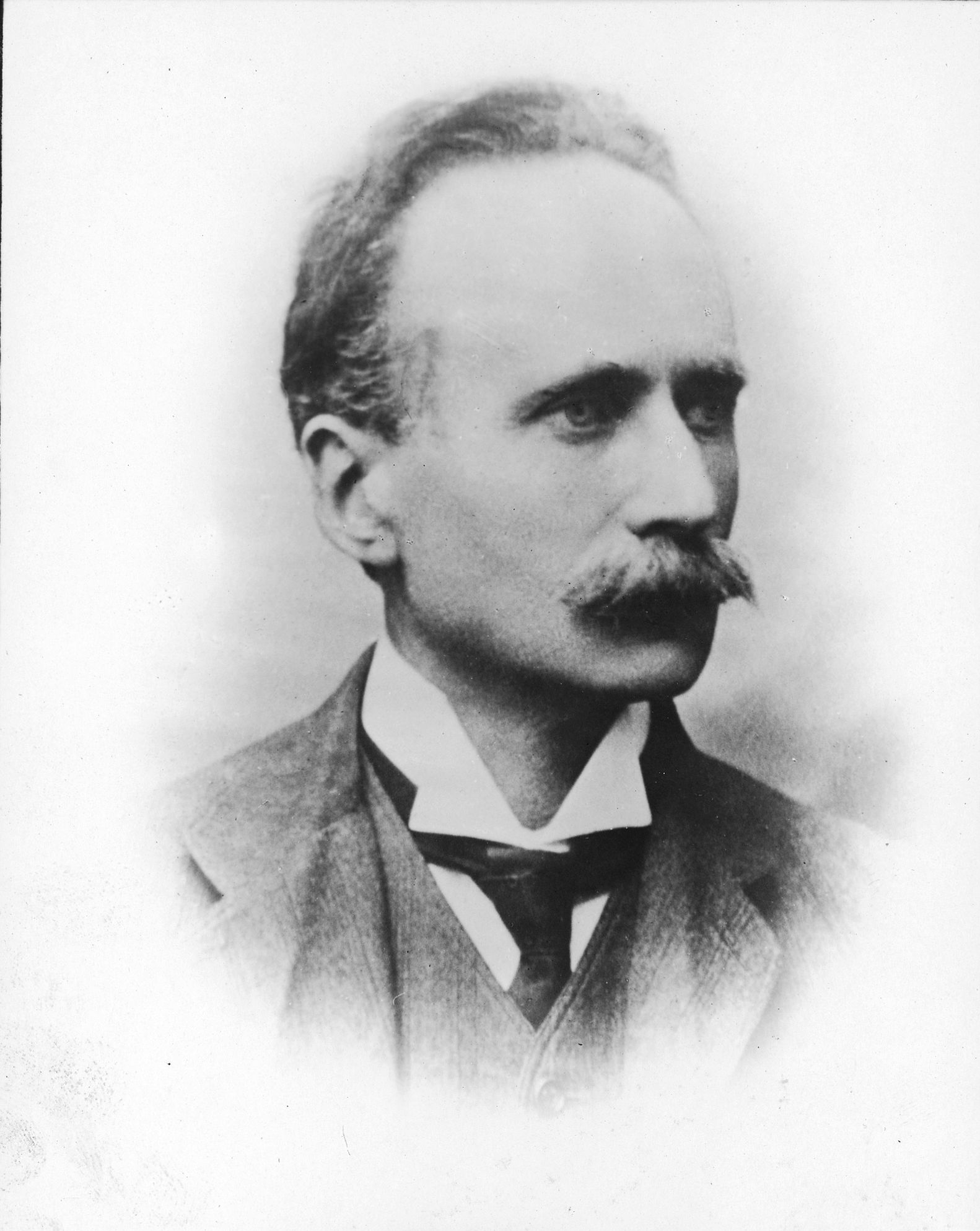
Tamassia um 1900

Nino Tamassia (* 1. Dezember 1860 in Revere (Lombardei); † 11. Dezember 1931 in Padua) war ein italienischer Jurist, Politiker und Rechtshistoriker.

## Leben
Giovanni Tamassia wurde als zweiter Sohn des Serafino und der Elisa Malagola geboren. Sein älterer Bruder war der Mediziner Arrigo Tamassia, außerdem hatte er eine Schwester.
Nach dem Abschluss seines rechtswissenschaftlichen Studiums an der Universität Pavia veranlasste ihn Pasquale Del Giudice, Rechtsgeschichte zu studieren. Er lernte vor allem bei Rudolph Sohm an der Universität Straßburg, bei dem er auch sein Studium abschloss. Danach arbeitete er als freier Dozent in Pavia. 1886 wurde er an die Universität Parma berufen, wo er am 28. November des Jahres seine Arbeit aufnahm. Jedoch wechselte er zum 13. Mai 1888 an die Universität Pisa und lehrte ab dem 8. August 1895 an der Universität Padua. Von 1910 bis 1919 stand er der Rechtswissenschaftlichen Fakultät vor. Mit Carmelita Centazzo, seiner Ehefrau, hatte er die Tochter Mirella. 
Als Lehrstuhlinhaber für Geschichte des italienischen Rechts befasste Tamassia sich vor allem mit dem Germanischen Recht und seinem Verhältnis zum Römischen. Dabei relativierte er in Auseinandersetzung mit Francesco Schupfer die Bedeutung des germanischen Rechtes und seines Einflusses auf die Rechtsgeschichte.
Von 1905 bis 1910 gehörte er dem Consiglio superiore della pubblica istruzione an, einem Gremium, das sich auf höchster politischer Ebene mit der Bildung im Lande befasste. Bereits seit dem 22. Mai 1897 war er korrespondierendes Mitglied des Istituto Veneto di Scienze, Lettere ed Arti, ab dem 19. Juli 1906 Vollmitglied. Schließlich wurde er am 2. Februar 1926 Vizepräsident und am 19. Februar 1928 (bis 1930) Präsident des Instituts. Ebenso wurde er am 5. November 1899 korrespondierender Socio der  Deputazione di Storia Patria per le Venezie und dessen Vollmitglied am 10. November 1918. Außerdem war er von 1918 bis 1920 Präsident der Accademia galileiana di scienze, lettere e arti von Padua und 1921 bzw. 1926 Mitglied der Accademia dei Lincei.
Tamassia nahm am Ersten Weltkrieg teil, wobei er sich zuvor für Italiens Einmischung in den Krieg eingesetzt hatte. Am 6. Oktober 1919 wurde er Senator des Königreichs Italien.